# 克里斯罕·拉尔·凯拉
克里斯罕·拉尔·凯拉（英語：Krishan Lal Kaila，1932－2003）是一位印度地震学家。其探究领域主要为深震探测，并因此曾获印度国家最高科学技术奖（即SSB科学技术奖）。

## 履历
克里斯罕·拉尔·凯拉于1932年9月7日出生于英属印度拉合尔（今属巴基斯坦）。他以深震探测（DSS）为研究对象而闻名。他是印度深震探测的先驱之一，其研究覆盖了丘德达帕、达尔瓦克地块和德干暗色岩的构造区域以及古吉拉特和喜马拉雅的沉积盆地。2003年，于印度新德里逝世，享年71岁。

## 荣誉
1976年，克里斯罕·拉尔·凯拉获印度地球物理联合会颁发的克里斯南奖章。次年，获科学与工业研究委员会颁发的SSB科学技术奖。1994年，获印度地球物理联合会颁发的十年贡献奖（英語：Decennial Award）。